# Fungicida
Fungicida é um pesticida que destrói ou inibe a ação dos fungos que geralmente atacam as plantas. A utilização de fungicidas sintéticos é muito comum na agricultura convencional, representando um importante avanço tecnológico para redução da fome e aumento da produtividade das culturas de interesse humano. Sem a aplicação de fungicidas a produtividade das lavouras pode ser reduzida em até 100%, dependendo do fungo e tipo de infestação ocorrida.
No caso da agricultura alternativa, mais conhecida como agricultura orgânica, o controle dos fungos é realizado com produtos naturais e com técnicas de manejo alternativas.

## Fungicidas na Agricultura
O primeiro fungicida adotado na agricultura foi a Calda Bordalesa, inventada na França no século XIX para aplicação nos parreirais da região de Bordeaux, por isso o nome em homenagem a região em que foi inventado.
A calda bordalesa é uma mistura de sulfato de cobre e cal hidratada, contendo em sua composição 20% de Cobre na forma metálica. Sendo o cobre o agente responsável pelo controle dos fungos, sendo este um mineral tóxico para germinação e desenvolvimento do fungo.
Este é um fungicida de contato, permanecendo na superfície da folha, sem capacidade de penetrar nos tecidos, por isso é considerado do tipo protetor, atuando de forma preventiva.

#### Advertência:
Fungicidas são produtos químicos sintéticos. Seu uso só deve ser realizado com o acompanhamento de um profissional da agricultura. Este produtos possuem classificação toxicológica em suas embalagens e todos os cuidados devem realizados antes de seu uso. Para aplicação de agroquímicos é obrigatória a utilização de EPI apropiado.

## Classificação de Fungicidas
Os fungicidas podem ser classificados quanto a fase de atuação no desenvolvimento do fungo em:
Preventivos: Os fungicidas preventivos na fase inicial de penetração do fungo na planta, principalmente na germinação dos esporos e na formação do haustório. São alguns exemplos de fungicidas preventivos estrobilurinas, carboxamidas, cúpricos, bisditiocarbamatos e etilenobisditiocarbamatos.
Curativos: Atuam na fase de desenvolvimento micelial do fungo, amenizando o crescimento dos fungos quando já estão na planta. São fungicidas curativos triazóis, morfolinas, dicarboxamida, benzimidazóis e inibidores da síntese de melanina.
Erradicantes: Atuam já na fase de esporulação do fungo ou depois que estes já causaram os sintomas. São fungicidas de menor patamar tecnológico e maior toxicidade, sendo bastante raros no mercado atual. Exemplo são os fungicidas estanhados.